# Evadne (hija de Ifis)
En la mitología griega, Evadne (Εὐάδνη) era hija del rey Ifis de Argos y esposa de Capaneo, con quien tuvo a Esténelo. Su marido murió al ser alcanzado por un rayo en el asedio de Tebas. Evadne se suicidó arrojándose a la pira funeraria de Capaneo. En la Eneida es mencionada entre las mujeres que se encuentran en uno de los sectores del Inframundo.